# British Forces Broadcasting Service
British Forces Broadcasting Service (BFBS) is een netwerk van radio- en televisiezenders ten behoeve van de Britse strijdkrachten en hun gezinnen.
Het netwerk begon in 1943 als experimentele zender in Algiers. In 1945 startte het netwerk onder de naam British Forces Network (BFN) in Duitsland, vanaf 1964 heet de zender BFBS Radio Germany. In Duitsland, België (SHAPE) en Nederland (Maastricht en Brunssum) werd een aantal zenders met klein vermogen geplaatst maar in Duitsland ook enkele sterke zenders met een groot bereik (Langenberg, ooit 80 kW, Bielefeld, 70 kW) die met een redelijke antenne in een deel van Nederland te ontvangen waren. Hoewel de programmering niet bestemd was voor de plaatselijke bevolking, brachten dj's als David Rodigan (Rodigan's Rockers, reggae) en tot zijn dood ook John Peel ook hen in contact met Engelstalige popmuziek. Later werd een tweede radiokanaal toegevoegd op laag vermogen en een kanaal voor Gurkha's en werd een televisiekanaal geopend, dat werd uitgebreid tot vier vanaf 2009. Er werden tevens satellietkanalen in gebruik genomen, een DAB-netwerk dat geheel Groot-Brittannië bestrijkt en een webstream. Vanaf 2010 zijn de vermogens van een aantal Duitse FM-zenders teruggeschroefd. Behalve in Duitsland en omringende landen werd of wordt ook uitgezonden in onder andere Afghanistan, Bosnië, Brunei, Canada, Cyprus, de Falklandeilanden, Gibraltar, Kosovo en Noord-Ierland. BFBS kent thans drie hoofdzenders: BFBS the Forces Station (telkens met regionale invulling), BFBS Radio 2 en BFBS Radio Gurkha. Daarnaast zijn er themazenders onder de naam BFBS Beats, BFBS Rewind, BFBS Unwind, BFBS Best of British en BFBS Edge.
Via satelliet biedt BFBS voor Britse militairen ook een tv-pakket bestaande uit BBC One, BBC Two, ITV, Channel 4, Channel 5, Sky Sport Main Event UK, BT Sport 1, Sky Cinema UK, Sky News en de 'eigen' BFBS zenders BFBS Extra, BFBS Sport en Forces TV. Laatstgenoemde is ook vrij te ontvangen op de Astra2.